# Paróquia de West Carroll
A Paróquia de West Carroll é uma das 64 paróquias do estado americano da Luisiana. A sede da paróquia é Oak Grove, e sua maior cidade é Oak Grove.
A paróquia possui uma área de 933 km² (dos quais 2 km² estão cobertas por água), uma população de 12 314 habitantes, e uma densidade populacional de 13 hab/km² (segundo o censo nacional de 2000). A paróquia foi fundada em 1877.